# Madonna della Pace
Madonna della Pace är en frazione i kommunen Agosta inom storstadsregionen Rom i regionen Lazio i Italien. 
Under andra världskriget massakrerades i Madonna della Pace femton män av de tyska ockupationsmyndigheterna som repressalieåtgärd för en dödad tysk soldat.